# Сбогом, гринго
Сбогом, гринго (на италиански: Adiós gringo) е италиански игрален филм от 1966 година, спагети-уестърн, с Джулиано Джема в главната роля. Сниман е в Италия, Франция и Испания. Продължителността му е 100 минути.
Във филма се разказва за младия каубой Брент Ландърс (Джулиано Джема), който убива фермер при самозащита след злополучна сделка с добитък. Докато се опитва да докаже своята невинност и да очисти името си, той се впуска в авантюристични преживявания и любовна афера.